# Juhan Viiding
Juhan Viiding (1. června 1948 Tallinn – 21. února 1995 Rapla) byl estonský spisovatel, překladatel, režisér, herec a recitátor.

## Život
Vystudoval Estonskou akademii hudby a divadla a od roku 1972 byl členem Estonského činoherního divadla. Jeho známými rolemi byli Peer Gynt a Hamlet, jako režisér uváděl divadelní hry Samuela Becketta. Poezii publikoval od roku 1971 pod pseudonymem Jüri Üdi (Jiří Morek), který po vzoru Fernanda Pessoy používal jako své alter ego. Využíval vytříbenou básnickou formu v ironickém protikladu k banalitě popisovaných situací, vyznačoval se smyslem pro paradox a grotesku. Od roku 1973 byl členem Svazu spisovatelů. Vydal básnické sbírky Selges eesti keeles, Ma olin Jüri Üdi a Tänan ja Palun, napsal divadelní hru Olevused a scénář k filmu svého tchána Kaljo Kiiska Suflöör. Byla mu udělena Cena Juhana Smuula a Cena Juhana Liiva. Byl také členem hudebního souboru Amor Trio. Jeho verše zhudebnil Olav Ehala. V češtině vyšel výbor z Viidingovy poezie pod názvem Klaunovo odpoledne (Československý spisovatel 1986, přeložili Vladimír Macura a Jiří Žáček).
V roce 1980 podepsal protestní dopis čtyřiceti estonských intelektuálů proti rusifikaci země.
Ve věku 46 let dobrovolně ukončil svůj život.
Byl synem básníka Paula Viidinga, měl tři starší sestry. Jeho dcera Elo Viidingová se také věnuje literatuře.